# L'Enfer de l'érotisme
Pour les articles homonymes, voir Whirlpool.
Pour plus de détails, voir Fiche technique et Distribution.
L'Enfer de l'érotisme (Whirlpool) est un thriller érotique dano-britannique réalisé par José Ramón Larraz et sorti en 1970.
Il est parfois confondu avec le film suivant de Larraz, Déviation sexuelle (Deviation).

## Synopsis
Sarah, une photographe d'âge mûr, vit à la campagne, dans les environs de Londres, avec Theo, un aspirant photographe qu'elle a recueilli. Ils s'appellent respectivement tante et neveu. Au studio, Sarah rencontre Tulia, un jeune mannequin de mode, qu'elle invite à venir chez elle pour que Theo puisse la photographier. Tulia et Theo ont une séance photo dans les bois, mais celle-ci est interrompue après que Tulia ait vu une silhouette masquée l'espionner. La silhouette disparaît et Tulia prend peur.
Ce soir-là, Tulia raconte à ses hôtes que son amie Rhonda — une mannequin qui a passé du temps chez Sarah — a dit avoir eu peur en séjournant dans cette maison. En particulier, elle a été dérangée par l'étang voisin, qu'elle a trouvé inexplicablement inquiétant. Peu après son retour à Londres, Rhonda s'est apparemment volatilisée. Au cours de la nuit, les trois amis prennent un verre et jouent aux cartes, puis Tulia et Sarah se déshabillent. Theo et Tulia commencent à s'embrasser, et Sarah se retire dans sa chambre, où elle regarde avec envie des photos de Rhonda.
Tulia est tourmentée par des cauchemars impliquant Theo et Rhonda. Au matin, Sarah reproche à Theo de ne pas avoir emmené Tulia dans sa chambre pour qu'ils fassent l'amour à trois. Un inspecteur, M. Field, arrive et confronte Theo à la recherche de Rhonda, qui a disparu. Theo prétend que Rhonda lui a dit qu'elle avait l'intention de déménager en Italie après avoir quitté la maison de Sarah. Theo emmène Tulia dans un pub local, où il offre une somme d'argent à un homme. Theo emmène l'homme et Tulia dans un endroit isolé dans les bois et permet à l'homme de commencer ce qui est apparemment une agression sexuelle sur Tulia, alors qu'il les photographie. L'homme s'abstient de violer Tula et, se rendant compte que Theo a mis en scène une simple séance de photos, Tulia est dégoûtée et exige d'être ramenée à Londres.
Theo ramène Tulia à la maison, où Sarah la calme. Plus tard dans la nuit, Sarah et Tulia font l'amour sous les yeux de Theo. Ils finissent par faire l'amour à trois. Pendant ce temps, M. Field visite la maison de Sarah et renverse accidentellement un seau en essayant de regarder à l'intérieur. Le bruit alerte Theo, qui sort rapidement pour enquêter. Theo poursuit M. Field dans les bois jusqu'à sa voiture, où il le poignarde à mort.
Pendant que Theo se débarrasse du cadavre de M. Field, Sarah et Tulia restent seules, ignorant tout de ce qui s'est passé. Sarah s'endort, puis Tulia se rend au sous-sol de la maison pour enquêter sur la chambre noire de Theo. Elle y découvre des photos troublantes de Rhonda violée et assassinée par Theo, l'homme du pub et un clochard qui habite en ville. Après avoir tué Rhonda, les hommes se sont débarrassés de son cadavre dans l'étang. Theo revient à la maison et confronte Tulia, horrifiée, en lui avouant qu'il est un sadique. Alors qu'il tente de la poignarder, Tulia le frappe avec un bac de développement et parvient à s'enfuir de la maison en courant dans les bois. Theo finit par la coincer, la forçant à s'appuyer sur un arbre tombé, où il la caresse et l'embrasse tout en la poignardant sauvagement à mort.

## Fiche technique
- Titre français : L'Enfer de l'érotisme[1]
- Titre original anglais : Whirlpool[2]
- Titre danois : Whirlpool[3]
- Réalisation : José Ramón Larraz
- Scenario : José Ramón Larraz d'après une histoire de Sam Lomberg
- Photographie :	Julio Pérez de Rozas
- Montage : Carlo Reali
- Musique : Stelvio Cipriani
- Décors : M.B. Greene
- Maquillage : Peter Hattwood
- Production : Jerry Gross, Sam Lomberg
- Société de production : Athena Film
- Pays de production :  Royaume-Uni -  Danemark
- Langue originale : anglais
- Format : couleurs par Eastmancolor - 1,66:1 - Son mono - 35 mm
- Durée : 90 minutes
- Genre : thriller érotique
- Dates de sortie :
  - Danemark : 1970
  - France : 5 avril 1972

## Distribution
- Karl Lanchbury : Theo
- Vivien Neves (en) : Tulia
- Pia Andersson : Sarah
- Johanna Hegger : Rhonda Clive
- Andrew Grant : Tom
- Edwin Brown (en) : Mr. Field
- Ernest C. Jennings : le clochard
- Larry Dann (en) : le gérant du pub
- Alan Charles : Eric

## Accueil critique
Roger Ebert a critiqué L'Enfer de l'érotisme, qu'il a qualifié de « film véritablement écœurant. Il traite de diverses variétés de sexe, certes, mais son principal attrait semble être sa violence...  La violence n'est cependant pas celle, cathartique, que l'on trouve dans La Horde sauvage ou dans les westerns spaghetti en bande dessinée. Il s'agit d'une violence particulièrement macabre, photographiée pour elle-même et se délectant délibérément de sa laideur. Cela m'a mis terriblement mal à l'aise ».